# オン・ザ・ハイウェイ その夜、86分
『オン・ザ・ハイウェイ その夜、86分』（原題: Locke）は、スティーヴン・ナイト監督・脚本による2013年のイギリス・アメリカのドラマ映画。

## あらすじ
バーミンガムで建設工事の現場監督を務めるアイヴァン・ロックは、7か月前に一夜限りの関係を持った同僚のベッサンが早期分娩の危機にあることを知る。翌日にはコンクリートの大量搬入が予定され、自宅では妻と息子たちがサッカー観戦のために彼の帰宅を待ちわびているが、ベッサンの出産に立ち会うため、ロックはロンドンへ向かう。子供の頃に父に見捨てられ、いまだに父を許していないロックは、自分は父と同じ過ちを犯すまい、と心に決めている。
ロンドンへ向かう2時間のドライヴの最中、後部座席に父を幻視したロックは、しばし彼と言葉を交わす。また、元同僚のドナルには翌日に控えた仕事の手順を電話で教えるが、上司はロックに解雇を告げる。さらに、ロックの不倫を知った妻は彼を家から追い出すという。
やがて、病院が間近に迫る中、ロックはベッサンが無事に娘を出産したことを知る。

## キャスト
※括弧内は日本語吹替
- アイヴァン・ロック - トム・ハーディ（加瀬康之）
- ベッサン（声） - オリヴィア・コールマン（樋口あかり）
- カトリーナ（声） - ルース・ウィルソン（吉田麻実）
- ドナル（声） - アンドリュー・スコット（立岡耕造）
- ガレス（声） - ベン・ダニエルズ（中根徹）
- エディ（声） - トム・ホランド（樋口あかり）
- ショーン（声） - ビル・ミルナー

## 製作
本作の撮影にはBMW X5が用いられた。3台のデジタル・キャメラを同時に回して撮影され、8日間で全ての撮影を終えた。

## 公開
2013年9月2日、第70回ヴェネツィア国際映画祭にて上映された。イギリスでは2014年4月18日に劇場公開された。

## 評価
Metacriticでは、37件のレヴューで平均値81点だった。Rotten Tomatoesでは、191件のレビューで支持率91%、平均値7.7点だった。

## 受賞
- 第16回英国インディペンデント映画賞脚本賞（スティーヴン・ナイト）[9]
- 第40回ロサンゼルス映画批評家協会賞主演男優賞（トム・ハーディ）[10]
- 第27回ヨーロッパ映画賞編集賞（ジャスティン・ライト）[11]